# MPI Resolution
MPI Resolution — судно, споруджене на замовлення компанії MPI Offshore для використання у будівництві офшорних вітрових електростанцій.

## Характеристики
MPI Resolution стало одним з перших спеціалізованих суден, призначених для виконання комплексу робіт зі спорудження ВЕС. Замовлення виконала китайська верф Shanhaiguan Shipbuilding Industry в Ціньхуандао, яка передала судно власнику в кінці 2003 року. 
Згідно з первісним проектом MPI Resolution було обладнано краном вантажопідйомністю 300 тонн. Робоча палуба площею 3200 м2 може витримувати до 10 тонн/м2 (на окремих ділянках 20 тонн/м2).
За архітектурно-конструктивним типом судно відноситься до самопідіймальних (jack-up) та має шість опор. Пересування до місця виконання робіт здійснюється самостійно, а точність встановлення на позицію забезпечується системою динамічного позиціювання DP2.
Окрім власного екіпажу передбачене розміщення до 40 осіб з-поміж підрядного персоналу, задіяного у виконанні робіт. Судно здатне виконувати завдання протягом 60 діб з мінімальним екіпажем або до 30 діб при максимальній кількості персоналу на борту.
Для прокладання підводних кабелів судно обладнане дистанційно керованим апаратом LBT1. Також MPI Resolution може провадити водолазні роботи у випадку відсутності на місці спеціалізованих суден.

## Модернізації
Судно неодноразово проходило процес модернізації. Так, у 2011 році на MPI Resolution встановили новий головний кран вантажопідйомністю 600 тонн, який здатен підіймати вантаж на висоту до 93 метрів над палубою.
У 2014 році провели підсилення всіх шести опор, удосконаливши їх на випадок виконання робіт в районах зі скельним ґрунтом.
У 2015 році відбулась модернізація системи динамічного позиціювання DP2.
А у 2016 році максимальну глибину виконання робіт збільшили на 7 метрів. При опорах довжиною 71,8 метра судно здатне виконувати завдання на глибинах від 5 до 32 метрів.

## Завдання судна

### Основні роботи зі спорудження ВЕС
Першим завданням для судна повинен був стати повний комплекс робіт (облаштування паль, монтаж перехідних елементів та власне вітроагрегатів) на ВЕС Норт-Хойл в Ірландському морі біля узбережжя Північного Уельсу. Проте затримки в поставці з китайської верфі змусили залучити інші кораблі, так що MPI Resolution встигло встановити лише 3 останні вітроагрегати (із 30) та прокласти з'єднувальні кабелі за допомогою свого дистанційно керованого апарату LBT1.
У 2004 році судно спорудило 30 фундаментів для першої черги ВЕС Кентіш Флатс (Північне море біля узбережжя Кента).
В кінці того ж року MPI Resolution провело роботи по заміні 11 турбін на введеній в експлуатацію за два роки до того ВЕС Горнс-Ріф біля західного узбережжя Данії.
Влітку 2005 року MPI Resolution розпочав облаштування фундаментів на ВЕС Барроу, в Ірландському морі біля узбережжя Камбрії. По завершення цих робіт воно перейшло на монтаж вітрових турбін, завершивши його у травні 2006 року. При цьому з'єднувальні кабелі монтувались одночасно з вітровими турбінами за допомогою апарату LBT1.
У 2007 році MPI Resolution виконало роботи зі спорудження фундаментів на ВЕС Лінн/Іннер-Даусінг (Північне море біля Лінкольнширу) а наступного року воно змонтувало тут власне вітрові турбіни.
Ще одним завданням для MPI Resolution стали роботи на ВЕС Робін-Рігг в Ірландському морі в затоці Солвей-Ферт біля узбережжя Шотландії. Первісно планувалось, що фундаментні роботи тут виконає самопідйомна баржа Lisa A. Проте вже під час тестового підйому осінню 2007 року вона пошкодила дві опори, що змусило підрядника залучити до робіт судно іншої компанії. В підсумку MPI Resolution за кілька заходів до початку лютого 2009 року спорудило на Робін-Рігг 60 фундаментів із загальної кількості 62.
З квітня 2009 року по лютий 2010 року судно працювало на ВЕС Танет (знову Північне море біля узбережжя Кенту), де воно спершу встановило 86 зі 100 перехідних елементів, які кріпляться на палі та слугують основою для башт вітроагрегатів, а потім провело монтаж всіх турбін.
У 2012–2013 роках MPI Resolution провело в Північному морі біля узбережжя Лінкольнширу спорудження 75 фундаментів на ВЕС Лінкс (допоміжні бурові роботи при цьому виконувала самопідіймальна установка JB-114), а потім виконала монтаж на них вітрових турбін.
З другої половини 2013 року по березень 2014 року, MPI Resolution монтувало вітрові турбіни на бельгійській ВЕС Нортвінд, допоки весною ці роботи не перебрало на себе самопідіймальне судно Neptune, яке завершило зі встановленням фундаментів.
У квітні 2014 року MPI Resolution прибуло в район будівництва ВЕС Гамбер-Гейтвей біля узбережжя Йоркшира на заміну MPI Discovery, яке вже встановило третину паль. Проте технічні проблеми вимусили невдовзі відіслати MPI Resolution на ремонт і повернути попереднє судно, котре в підсумку і завершило фундаментні роботи. Після чого MPI Resolution змонтувало власне вітрові агрегати, завершивши цей процес на початку 2015 року.

### Інші роботи на ВЕС
У другій половині 2010 року MPI Resolution провело ряд операцій з обслуговування вітроагрегатів на станціях Бурбо-Бенк, Гунфліт-Сандс та Ріл-Флетс (Ірландське та Північне моря біля узбережжя Великої Британії).
В травні 2013 року судно демонтувало метеорологічний пост, встановлений в межах підготовчих робіт по скасованому проекту Докінг-Шоал (британський сектор Північного моря). Аналогічну операцію воно провело у 2016 році біля Еймейден (узбережжя Нідерландів).
В тому ж році 2016 році судно провадило роботи по заміні коробок передач на ВЕС Амрумбанк-Вест, а також допомогло транспортувати обладнання для судна Pacific Orca, законтрактованого на виконання робіт по ВЕС Рампіон (протока Ла-Манш біля узбережжя Західного Сассексу).
Можливо відзначити, що станом на другу половину 2010-х років навіть з заміненим краном MPI Resolution вже не могло провадити повний цикл робіт зі спорудження сучасних вітрових електростанцій. В офшорній вітроенергетиці перейшли до встановлення турбін потужністю 8 МВт (і розробляли ще більші), а вага монопаль перевалила за 1000 тонн.